# Sobór Przemienienia Pańskiego w Słonimie

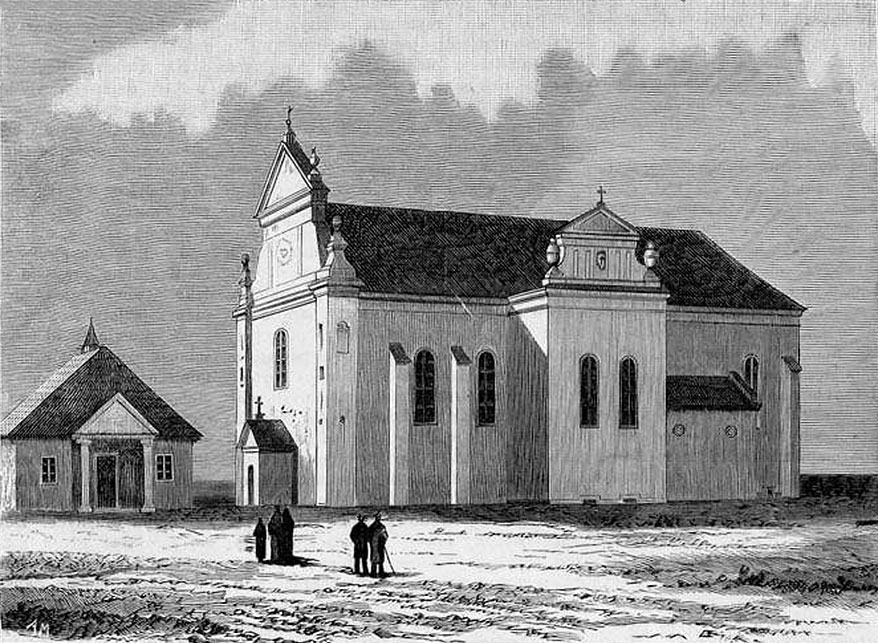
Cerkiew w 1884

Sobór Przemienienia Pańskiego, Sobór Przeobrażeński, Sobór Preobrażenskij – konkatedralny sobór prawosławny w Słonimie na Białorusi, w eparchii nowogródzkiej Egzarchatu Białoruskiego Patriarchatu Moskiewskiego.
Cerkiew znajduje się przy ulicy Puszkina 1. Jest to jedna z największych cerkwi na Białorusi.

## Historia
W 1635 biskup piński Joachim Garbacki i Jan Stanisław Sapieha założyli kościół Kanoników Regularnych Laterańskich nadając mu majątek Darewo. Prawdopodobnie wolę zmarłego brata wykonał w 1650 podkanclerzy wielki litewski, starosta słonimski Kazimierz Leon Sapieha. Klasztor znajdował się na skraju rynku. Zajmował kwartał między ulicami Studencką i Panasowską. W skład kompleksu wchodził kościół Bożego Ciała, dwupiętrowa część mieszkalna i jednopiętrowa gospodarcza, sad i ogród. Kościół zbudowany w stylu renesansowym miał szczytową fasadę, boczne kaplice. Klasztor został skasowany w 1832 i zrujnowany. Kościół został przebudowany na prawosławną cerkiew. Podczas II wojny światowej cerkiew nie była obsługiwana i nie odprawiały się tam nabożeństwa. W latach 50. XX wieku cerkiew została zniszczona przez władze ZSRR. W latach 1994–2000 świątynię odbudowano. W latach 2007–2008 wnętrze ozdobiono ikonami i freskami.
20 maja 2002, w święto Matki Boskiej Żyrowickiej, odbudowę świątyni odwiedził patriarcha moskiewski i całej Rusi Aleksy II.

## Architektura

### Wygląd zewnętrzny
- Budowla w stylu barokowym i bizantyjsko-rosyjskim, orientowana, na planie krzyża.
- Świątynia została tynkowana na biało, posiada 5 biało-granatowych kopuł (zwieńczonymi złotymi krzyżami) nad częścią nawową i 2 na fasadzie. Fasada wygląda klasycznie i ma 2 kolumny z kopułkami, na środku fasady mieści się okno, nad fasadą jest klasyczny detal w kształcie domu (z oknem w środkowej części). Dach cerkwi jest wykonany z ciemnoszarej blachy. Prezbiterium w formie półkolistej apsydy ze srebrzonym dachem.

Obok soboru znajduje się dzwonnica, będąca jednocześnie bramą wjazdową.

### Wnętrze
We wnętrzu znajdują się trzy ikonostasy: jeden 4-rzędowy i dwa 3-rzędowe. W cerkwi jest bardzo dużo ikon i fresków i to wygląda bardzo imponująco, nad ikonostasem znajdują się ikony:
- Zbawiciela Nie Ludzką Ręką Uczynioną
- Chrystusa Pantokratora
- Wszystkich Świętych
- Prorocy m.in. Św. Eliasz i Św. Mojżesz

Nad bocznym lewym ikonostasem i ogółem są freski:
- Zmartwychwstanie
- Bazyli, Jan i Grigorij (Grzegorz)
- św. Włodzimierza
- Chrystusa z Martą i Marią
- Aniołów
- Sądu Ostatecznego
- Chrystusa i Świętych

Nad bocznym prawym ikonostasem i ogółem są freski przedstawiające:
- Świętą Trójcę i Świętych
- Świętych Cyryla i Metodego, Świętych Konstantyna i Helenę
- Świętą Marię Egipcjankę
- Ikonę Matki Bożej
- Chrystusa chodzącego po wodzie
- Chrzest Rusi
- Aniołów i świętych
- Znalezienie Pańskie
- Boga i człowieka
- Jezusa i aniołów
- Jezusa płaczącego nad martwym płodem

Na wewnętrznej kopule są:
- Dzieje Chrystusa
- Bóg z dzieckiem Bożym

W części nawowej są:
- Ikony świętych
- Eucharystia
- Objawienie się w Kanie Galilejskiej
- Połów ryb
- Głoszenie Królestwa Bożego i Wzywanie do Nawrócenia
- Wjazd Jezusa do Świątyni
- Chrzest Pański
- Narodzenie Pańskie
- Upadek Chrystusa pod krzyżem
- Ukrzyżowanie
- Przybijanie do krzyża